# Açude Araçagi
O Açude Araçagi, também conhecido como Açude Aruá, é um reservatório localizado no município de Araçagi, no estado da Paraíba, Brasil. Considerado uma das maiores e mais importantes obras hídricas do estado, o açude tem como principais funções o abastecimento de água para consumo humano e a irrigação de áreas agrícolas, beneficiando diretamente dezenas de municípios da região do Brejo e do Agreste paraibano.

## História
A construção do Açude Araçagi teve início em 1999, como parte do Plano Estadual de Recursos Hídricos da Paraíba e sua obra foi viabilizada por meio de convênio entre o Governo da Paraíba e o Ministério da Integração Nacional, com o objetivo de reduzir os efeitos da escassez hídrica e garantir segurança no abastecimento para uma vasta região do estado.
Após sete anos de trabalhos, a barragem foi oficialmente inaugurada em 2002, representando um investimento estratégico para o semiárido paraibano, permitindo a estruturação de perímetros irrigados e o fortalecimento da agricultura familiar. Desde então, o açude tem desempenhado papel fundamental na redução dos impactos de secas prolongadas.

## Características
O Açude Araçagi possui capacidade de armazenamento de aproximadamente 63 milhões de metros cúbicos de água e é destino do Canal das Vertentes Litorâneas, um dos braços da Transposição do Rio São Francisco na Paraíba.